# Omicrabulus
Omicrabulus (лат.) — род одиночных ос (Eumeninae).

## Описание
От близких родов ос отличается следующими признаками: тегулы увеличены, почти достигают метанотума; передняя часть тергита I плотно крупнопунктированная, задняя часть обычно менее пунктирована. Тергит II сзади отчетливо вдавлен, полупрозрачный; мезоплевры без эпикнемального киля; клипеус апикально выемчатый. Мезоплевры без заднего киля. Аксиллярная ямка широкая. Самки без цефалической ямки. Тергит I не более чем в 0,5 раза шире тергита II в дорсальном виде. Средние голени с одной шпорой. Переднее крыло с первой и второй возвратными жилками, исходящими в субмаргинальной ячейке II.

## Классификация
В мировой фауне известно 7 видов. Афротропика.
- Omicrabulus admonitor Giordani Soika, 1989[5]
- Omicrabulus arabicus Gusenleitner, 2002[6]
- Omicrabulus baidoensis Giordani Soika, 1989
- Omicrabulus concavus Giordani Soika, 1983
- Omicrabulus punctatissimus Gusenleitner, 2000[7]
- Omicrabulus saganensis (Giordani Soika, 1944)[8]
- Omicrabulus triangularis (Giordani Soika, 1944)